# Kirchdorf am Inn (Autriche)
Pour les articles homonymes, voir Kirchdorf et Kirchdorf am Inn.
Kirchdorf am Inn est une commune autrichienne du district de Ried im Innkreis en Haute-Autriche.